# Spilosoma nigrocostata
Spilosoma nigrocostata är en fjärilsart som beskrevs av Felix Bryk 1948. Spilosoma nigrocostata ingår i släktet Spilosoma och familjen björnspinnare. Inga underarter finns listade i Catalogue of Life.